# Aghbal
Aghbal o Ighbalen (en àrab يغبالن o اغبال, Aḡbāl; en amazic ⴰⵖⴱⴰⵍ o ⵉⵖⴱⴰⵍⵏ) és una comuna rural de la província de Berkane de la regió de L'Oriental. Segons el cens de 2014 tenia una població total de 14.908 persones.